# Pod ochranou nebe
Pod ochranou nebe (v anglickém originále The Sheltering Sky) je první román amerického spisovatele Paula Bowlese, poprvé vydaný v roce 1949. V českém překladu Petra Brabce vyšel v roce 2000 v nakladatelství Volvox Globator. Kniha se zabývá odcizením a existenčním zoufalstvím hlavních postav, Američana Porta Moresbyho a jeho manželky Kit (Katherine), kteří v naději na záchranu svého rozpadajícího se manželství cestují pouští severní Afriky doprovázeni přítelem Tunnerem. Časopis Time knihu zařadil mezi sto nejlepších anglickojazyčných románů vydaných od roku 1923 (tedy roku, kdy časopis vznikl). V roce 1990 byla uvedena filmová adaptace knihy v režii Bernarda Bertolucciho. Kapela King Crimson podle knihy pojmenovala píseň z desky Discipline (1981).